# 李冲玄
李冲玄（?—?），唐朝宗室，太祖李虎玄孙，襄武县公李蔚曾孙，赵郡公李安之孙，汉阳郡王李瓌之子，李冲寂之弟。
李冲玄初任并州长史。唐高宗仪凤年间，将至汾阳宫，以狄仁杰为知顿使。李冲玄因为道路经过妒女祠，传说穿着盛服经过必定招致风雷之灾，于是征发数万人另开御道。狄仁杰说：“天子之行，千乘万骑，风伯清尘，雨师洒道，何妒女之害耶？”下令停工。高宗听说，赞叹道：“狄仁杰真大丈夫也！”李冲玄在垂拱年间，官至冬官尚书（工部尚书）。